# Kostel svatého Jakuba Většího (Ratenice)
Kostel svatého Jakuba Staršího v Ratenicích je hřbitovní novobarokní filiální kostel z počátku 19. století. Náleží pod Římskokatolickou farnost Pečky, vikariát Kolín, arcibiskupství pražské. Kostel byl v roce 1976 zapsán do Ústředního seznamu kulturních památek České republiky. Nachází se jihovýchodně od návsi při silnici z Peček do Cerhenic.

## Historie
Na přelomu 13. a 14. století byl v Ratenicích postaven gotický kostel, o němž je první písemná zmínka v roce 1352. Na přelomu 15. a 16. století zanikla fara a kostel se stal filiálním. Během doby byl kostel opravován (1695–1698), rozšířen v letech 1698–1700 o novou sakristii, schody na hudební kůr, kazatelnu, v roce 1713 byla prodloužena loď. V roce 1783 bylo nově postaveno kněžiště, které se zřítilo na přelomu let 1777 a 1778. Dne 25. července 1811 kostel vyhořel. Přestavba na novobarokní kostel byla zahájena v polovině roku 1823 a ukončeny v září téhož roku. V roce 1853 byla opravena střecha a nově pokryta pálenou taškou, střecha věže byla oplechována, v roce 1936 byl kostel opraven a elektrifikován, v letech 2004–2005 byla opravena fasáda.

## Stavební podoba

### Exteriér
Kostel je orientovaná zděná novobarokní jednolodní stavba na půdorysu obdélníku ukončena pravoúhlým kněžištěm s absidou a pravoúhlou sakristií. V západním průčelí je vsazena zděná hranolová věž. Z gotického kostela je zachováno částečně zdivo lodi a věž. Vysoká okna v lodi a v kněžišti jsou v šambránách zaklenuta obloukem.Střecha lodi je prejzová, sakristie má valbovou a věž zvonovitou střechu. Na severní straně věže je přistavěno schodiště.
Kostel stál uprostřed hřbitova ohrazeného kamennou zdí. V roce 2017 byla opravena hřbitovní zeď, vstupní brána a přístupový chodník. Náklady ve výši cca 264 tisíc korun byly z větší části (70%) hrazeny z dotace Ministerstva zemědělství ČR.

### Interiér
Loď má plochý strop zdobený nástropní freskou Nanebevzetí Panny Marie. V kněžiště je zaklenuto plackou s malbou hlavy Krista, absida s konchou a lunetami. Obrazy vytvořil v roce 1912 Adolf Liebscher. Kruchta má valené podklenutí.
Hlavní oltář je z roku 1870 s obrazem od malíře Josefa Hellicha. Po stranách jsou sochy světců, které vytvořil řezbář Eduard Veselý. Na evangelijní straně se nachází kazatelna z roku 1870 s obrazy sv. Cyrila a Metoděje a sv. Jana Nepomuckého. Na epištolní straně se nachází boční oltář s obrazem Krista od Adolfa Liebschera.
Na kruchtě jsou dvou manuálové varhany s jedenácti rejstříky, které byly postaveny v roce 1912 kutnohorským varhanářem Antonínem Mölzerem. V letech 2013–2014 proběhla generální oprava, kterou provedli varhanáři z Krnova a Sokolče. Na opravu kostela a varhan byla z Programu rozvoje venkova čerpána dotace ve výši 700 000 Kč. 
V letech 2010–2011 byla provedena rekonstrukce střechy a obnova nástropní fresky za přispění nadace ČEZ (240 000 Kč), obce Ratenice (20 000 Kč) a Římskokatolické farnosti Pečky (70 000 Kč). V roce 2016 bylo zjištěno napadení dřevěného stropu dřevokaznou houbou. Byla provedena jeho oprava ve výši 375 tisíc korun za přispění finanční částky z Havarijního fondu Ministerstva kultury ČR. V roce 2018 byly opraveny vitráže v oknech.

### Zvony
Zvony z 18. století byly zničeny při požáru v roce 1811. Dva nové byly ulity v roce 1823 v pražské zvonařské dílně Karla Bellmanna. Větší o hmotnosti 265 kg byl rekvírován v roce 1917. V roce 1924 byl ulit nový zvon, který byl opět rekvírován v roce 1944. Menší o průměru 62 cm je opatřen českým nápisem, datací a jménem zvonaře.